# Археологическая культура
Археологи́ческая культу́ра  — совокупность материальных памятников, которые относятся к одной территории и эпохе, и имеют общие черты.
Обычно археологическую культуру называют по какому-либо характерному признаку, которым она отличается от других: по форме или орнаменту керамики и украшений (например, культура воронковидных кубков), обряду погребения (например, катакомбная культура) и т. д. или по той местности, где были впервые найдены наиболее типичные памятники данной культуры (например, днепро-донецкая культура).
В археологии понятию культуры придают значение, которое несколько отличается от общепринятого и принятого в других научных дисциплинах. Сходные материальные памятники, которыми характеризуется археологическая культура, не обязательно принадлежат единому обществу, а различный набор материальных памятников — разным общностям людей. В связи с этим некоторые археологи отказываются от самого термина «археологическая культура», предпочитая ему термин «технологический комплекс» или «технокомплекс», чтобы не смешивать археологическую культуру с аналогичным термином социологии.
Когда археологи используют термин «культура», они предполагают, что их находки свидетельствуют об определённом образе жизни людей, оставивших те или иные памятники прошлого. Если речь идёт об однотипных орудиях труда или иных артефактах, используется также термин «индустрия». Термин «археологическая культура» является основным при описании доисторической эпохи, о которой нет письменных источников. Механизмы распространения археологической культуры могут быть разными. Теория диффузионизма рассматривает, например, такие варианты, как расселение носителей культуры или передача технологии при обмене. Иногда при раскопках в одном и том же месте находят признаки, характерные для разных культур, что может означать столкновение или сосуществование их носителей, а может — эволюцию одной культуры в другую.
Профессиональные археологи сегодня всё чаще стали использовать новый термин «археологический горизонт», который во многом сближается с понятием «блок культур», предложенным В. С. Бочкарёвым.

## Происхождения понятия
Понятие ввёл в конце 1920-х г. австралийский филолог и археолог Вир Гордон Чайлд, который писал:
Мы находим, что определённые типы материальных памятников — сосудов, орудий, украшений, похоронных обрядов и форм домов — постоянно воспроизводятся. Такой комплекс связанных между собой черт мы назовём «культурной группой» или только «культурой». Мы предполагаем, что такой комплекс — материальное выражение того, что сегодня мы назвали бы «народом».
Впоследствии были разработаны альтернативные подходы, в которых комплекс материальных памятников не считается тождественным материальному выражению какого-то одного или всего определённого народа.

## Материальная культура
Термин «материальная культура» подразумевает, во-первых, значимость всех физических объектов среды для народа определённой культуры, а во-вторых, — комплекс артефактов (технокомплекс), типичных для данной социокультуры и являющихся существенной частью её культурной идентичности. Люди в массе своей относятся к материальным объектам так, как принято в их культуре, и исследователи материальной культуры изучают связь между найденными объектами и их значением для носителей данной культуры. В этом смысле материальная культура сравнима с языком, то есть вербальной культурой; и то, и другое — культурные феномены. Археологи пытаются воссоздать общую культуру древних сообществ, делая выводы о менее постоянных культурных особенностях на основании изучения остатков материальной культуры.

## Эволюция понятия
В западной археологической литературе, начиная со 2-й половины XX века, происходит значительный сдвиг в толковании термина «археологическая культура», от него отпочковываются несколько новых терминов. Многие прежние археологические культуры переосмыслены:
- либо как археологические традиции (технологии), например, технология Леваллуа, традиция колоколовидных кубков, традиция шахтовых могил, хоупвеллская традиция. Археологическая традиция — надкультурное явление, когда некоторая чётко выраженная технология в определённый исторический (доисторический) период охватывает несколько культур региона. Как современный аналог археологической традиции можно упомянуть, например, распространение готической архитектуры в Западной Европе в VIII—XVIII веках.
- либо как локальные археологические периоды, например, гасульский период, когда материальные признаки могут быть связаны с культурно-историческим этапом одной или нескольких связанных друг с другом культур, продолжающих существование и после окончания данного этапа.

## Культурный материал
Термин «культурный материал» не следует путать с «материальной культурой». Он относится исключительно к объектам, созданным благодаря человеческой деятельности, обычно (но не всегда) целенаправленно изготовленным людьми. Чаще всего археологи используют термин «культурный материал» по отношению к своим находкам. Кроме данного термина говорят также об «антропогенном материале».
К культурному материалу относят:
- артефакты — объекты, созданные или изменённые людьми,
- искусственные особенности рельефа — курганы, рвы, ямы,
- биофакты и экофакты — одомашненные растения, кости домашних животных или объектов охоты, древесина, использованная в постройках и т. п.,
- перемещённые людьми объекты — минералы, раковины и др., оказавшиеся далеко от места своего происхождения.

## Некоторые археологические культуры (в порядке возникновения)

### Палеолит

#### Ранний (нижний) палеолит(около 2 600 000 лет назад — 300 000 до н. э.)
| Культура             | Время                                         | Место распространения                                                                          | Носители |
| -------------------- | --------------------------------------------- | ---------------------------------------------------------------------------------------------- | -------- |
| Олдувайская          | 2 600 000—500 000 годы до н. э.               | Западная Европа, южные области Центральной России, Восточная и Северная Африка, Кавказ, Сибирь |          |
| Богатыри/Синяя балка | ок. 1 500 000 года до н. э.                   | Таманский полуостров, Восточная Европа, юг Центральной России                                  |          |
| Родники              | ок. 1 500 000 года до н. э.                   | Таманский полуостров, Восточная Европа, юг Центральной России                                  |          |
| Куручайская          | 1 500 000 года до н. э.—730 000 годы до н. э. | Долина реки Куручай, Азербайджан                                                               |          |
| Дирингская           | 370 000—260 000 годы до н. э.                 | Якутия                                                                                         |          |

#### Средний палеолит(300 000 — 40 000)
| Культура                      | Время                                             | Место распространения                                         | Носители     |
| ----------------------------- | ------------------------------------------------- | ------------------------------------------------------------- | ------------ |
| Аббевильская, или шелльская   | 300 000—100 000 годы до н. э.                     | Западная и южная части Европы                                 |              |
| Ашёльская                     | 300 000—100 000 годы до н. э.                     | Африка, Ближний Восток, западная и южная части Европы         | Архантропы   |
| Мустьерская                   | 100 000 — 33 000 годы до н. э. (Поздний палеолит) | Большая часть Европы, Ближний Восток, Средняя Азия, Казахстан | Палеоантропы |
| Костёнковско-стрелецкая       | 50 000 — 30 000 годы до н. э.                     | Южные и центральные области Русской равнины                   | Неоантропы   |
| Сангойская (ашельского круга) | 40 000 — 36 000 годы до н. э.                     | Африка (Танзания, Южная Родезия)                              | Палеоантропы |

#### Поздний (верхний) палеолит(40 000 — 12 000 до н. э.)
| Культура                | Время                         | Место распространения                       | Носители   |
| ----------------------- | ----------------------------- | ------------------------------------------- | ---------- |
| Толбагинская            | 35 000 — 25 000 годы до н. э. | Забайкалье                                  |            |
| Перигорская             | 31 000 — 18 000 годы до н. э. | Западная и Центральная Европа               |            |
| Ориньякская             | 30 000 — 20 000 годы до н. э. | Западная и Центральная Европа               |            |
| Куналейская             | 30 000 — 20 000 годы до н. э. | Забайкалье                                  |            |
| Костёнковско-авдеевская | 22 000 — 19 000 годы до н. э. | Южные и центральные области Русской равнины |            |
| Солютрейская            | 19 000 — 16 000 годы до н. э. | Западная Европа                             |            |
| Мадленская              | 18 000 — 9000 годы до н. э.   | Западная и Центральная Европа               | Европеоиды |
| Кловис                  | 13 200 — 12 900 годы до н. э. | Северная Америка                            | Неоантропы |

### Мезолит(12 000 — 7000 лет до н. э.)
| Культура                  | Время | Место распространения                                                    | Носители   |
| ------------------------- | --- | ------------------------------------------------------------------------ | ---------- |
| Рессетинская              | 11 000 — 9000 годы до н. э.                                                                               | Центральные области Русской равнины, Московская область                  |            |
| Азильская                 | 11000 — 8000 годы до н. э.                                                                                | Франция, Германия                                                        |            |
| Натуфийская               | 10 000 — 7000 годы до н. э.                                                                               | Израиль, Ливан, Сирия                                                    |            |
| Иеневская                 | 10 000 — 6000 годы до н. э.\|\|Центральные области Русской равнины, Волго-Окское междуречье\|\|Неоантропы |                                                                          |            |
| Комса                     | 10000 — 3000 годы до н. э.                                                                                | Северное побережье Норвегии и Кольского полуострова                      |            |
| Аренсбургская, или Лингби | 9000 — 8000 годы до н. э.                                                                                 | Южный берег Северного и Балтийского морей                                |            |
| Аскола                    | 9000 — 6500 годы до н. э.                                                                                 | Карелия                                                                  |            |
| Маглемозе                 | 9000 — 6000 годы до н. э.                                                                                 | Южный берег Северного и Балтийского морей, Дания, Англия, юг Скандинавии |            |
| Капсийская                | 9000 — 5000 годы до н. э.                                                                                 | Северо-Западная Африка                                                   |            |
| Тарденуазская             | 9000 — 4000 годы до н. э.                                                                                 | Западная и Центральная Европа                                            |            |
| Свидерская                | 8800 — 8000 годы до н. э.                                                                                 | Польша, Литва, Белоруссия                                                |            |
| Суомусъярви               | 8300 — 5000 годы до н. э.                                                                                 | Финляндия, Карелия                                                       | Неоантропы |
| Кундаская                 | 8000 — 5000 годы до н. э.                                                                                 | Эстония, Латвия, северная часть Литвы, Ленинградская область             |            |
| Неманская                 | 7000 — 3000 годы до н. э.                                                                                 | Литва, Северо-западная часть Белоруссии                                  |            |

### Неолитиэнеолит(7000 — 2400 до н. э.)
| Культура                                                             | Время                     | Место распространения | Носители               |
| -------------------------------------------------------------------- | ------------------------- | --- | ---------------------- |
| Джармо                                                               | 7000—6000 годы до н. э.   | Ирак | Европеоиды             |
| Хассунская                                                           | 7000—5000 годы до н. э.   | Северная Месопотамия (Ирак, Иран)                                                                                                  | Европеоиды             |
| Неа-Никомедия                                                        | 6500—5500 годы до н. э.   | север Греции (Македония) | Европеоиды             |
| Караново                                                             | 6200 —5500 годы до н. э.  | юг Болгарии | Европеоиды             |
| Импрессо                                                             | 6000 — 5000 годы до н. э. | Адриатика, затем Средиземноморское побережье Италии, Испании и Франции                                                             |                        |
| Тасийская                                                            | 6000—5000 годы до н. э.   | Египет | Европеоиды             |
| Сескло                                                               | 6000—4500 годы до н. э.   | Греция |                        |
| Эртебёлле (субнеолит)                                                | 6000 — 4000 годы до н. э. | Южный берег Балтийского моря, Дания, Южная часть Скандинавии                                                                       |                        |
| Верхневолжская                                                       | 6000—4000 годы до н. э.   | Центральные области Русской равнины и Волго-Окское междуречье                                                                      | Европеоиды             |
| Буго-днестровская                                                    | 6000—3800 годы до н. э.   | запад Украины |                        |
| Каргопольская (круг КЯГК)                                            | 6000 — 1200 годы до н. э. | В районе озёр Лача, Воже, Кенозеро и отчасти Белого (современная Вологодская и Архангельская области России)                       | Неоантропы             |
| Кёрёш                                                                | 5500—4500 годы до н. э.   | Венгрия, Румыния | Средиземноморская раса |
| Трипольская                                                          | 5200—3400 годы до н. э.   | Западная Украина, Молдавия, Румыния                                                                                                |                        |
| Самаррская                                                           | 5000—4500 годы до н. э.   | Ирак, Иран |                        |
| Халафская                                                            | 5000—4000 годы до н. э.   | Северная Месопотамия (Ирак, северная Сирия, юго-восточная Турция)                                                                  | Европеоиды             |
| Бадарийская                                                          | 5000—4000 годы до н. э.   | Египет | Европеоиды             |
| Амратская                                                            | 5000—4000 годы до н. э.   | Египет | Европеоиды             |
| Файюмская                                                            | 5000—4000 годы до н. э.   | Нижний Египет |                        |
| Кампинийская                                                         | 5000—3000 годы до н. э.   | Северная Франция, Бельгия |                        |
| Дунайские (комплекс культур; ДК)                                     | 5000—2000 годы до н. э.   | К северу от среднего и верхнего течения Дуная                                                                                      | Европеоиды             |
| Анау                                                                 | 5000—2000 годы до н. э.   | юг Туркменистана |                        |
| Имчинская                                                            | 5000—500 годы до н. э.    | Северный Сахалин, Россия |                        |
| Димини                                                               | 4500—4000 годы до н. э.   | Греция |                        |
| Среднестоговская                                                     | 4500—3500 годы до н. э.   | Украина, южная Россия |                        |
| Винча                                                                | 4500 —3000 годы до н. э.  | Югославия, юго-западная часть Румынии                                                                                              |                        |
| Культура накольчатой жемчужной керамики                              | 4500 —3000 годы до н. э.  | Западный Кавказ |                        |
| Днепро-донецкая                                                      | 4500—2200 годы до н. э.   | Украина, Белоруссия |                        |
| Ленточной керамики                                                   | 4500—2000 годы до н. э.   | Преимущественно Придунайские страны                                                                                                |                        |
| Линейно-ленточной керамики (круг ДК)                                 | 4200—3800 годы до н. э.   | В Средней Европе, Чехии, Молдавии                                                                                                  | Европеоиды             |
| Сперрингс                                                            | 4200—3300 годы до н. э.   | Карелия, Финляндия |                        |
| Ямочно-гребенчатой керамики (комплекс археологических культур; КЯГК) | 4200—2000 годы до н. э.   | В лесной полосе Восточной Европы: на севере — до Финляндии и Белого моря, на юге — до лесостепи (верховья рек Воронеж и Дон)       | Европеоиды             |
| Накольчато-ленточной керамики                                        | 4000—3500 годы до н. э.   | В Чехословакии, Западной Польше, Баварии, Центральной Германии                                                                     | Европеоиды             |
| Лендьельская (круг ДК)                                               | 4000—2800 годы до н. э.   | В Среднем Подунавье и западной части Карпатского бассейна, включая междуречье Савы и Дравы на юге и Силезию и Малопольшу на севере | Европеоиды             |
| Воронковидных кубков                                                 | 4000—2700 годы до н. э.   | В Северной и Центральной Европе (в Дании, Южной Швеции, Нидерландов, Германии, Чехословакии, Польши, на Волыни, в бассейне Буга)   | Европеоиды             |
| Льяловская                                                           | 4000—2700 годы до н. э.   | Северная Украина, территория между Волгой и Окой                                                                                   |                        |
| Волосовская (круг КЯГК)                                              | 4000—2000 годы до н. э.   | Центральные области Русской равнины и Волго-Окское междуречье                                                                      | Европеоиды             |
| Неманская (неолитический этап)                                       | 4000—2000 годы до н. э.   | Литва, Северо-западная часть Белоруссии                                                                                            |                        |
| Яньшао                                                               | 4000—2000 годы до н. э.   | Среднее и нижнее течение Хуанхэ |                        |
| Кельтеминарская                                                      | 4000—2000 годы до н. э.   | Бассейн Амударьи и Зеравшана |                        |
| Оса-Нарва                                                            | 3800—2500 годы до н. э.   | Прибалтика, северо-западная часть Белоруссии                                                                                       |                        |
| Ямная                                                                | 3600—2300 годы до н. э.   | Украина, южная Россия |                        |
| Негадская (Накада, Нагада)                                           | 3500—2800 годы до н. э.   | Египет |                        |
| Балахнинская (круг КЯГК)                                             | 3200—2500 годы до н. э.   | В нижнем течении Оки и Среднем Поволжье                                                                                            | Европеоиды             |
| Шнуровой керамики илиКультура боевых топоров                         | 3200—1800 годы до н. э.   | В Средней, Восточной и Северной Европе                                                                                             | Европеоиды             |
| Висло-неманская (жуцевская)                                          | 3000—2000 годы до н. э.   | Северо-восточная Польша, Калининградская область, Литва, Латвия                                                                    |                        |
| Беломорская (круг КЯГК)                                              | 3000—1000 годы до н. э.   | По побережью Двинского и по восточной части Онежского залива Белого моря                                                           | Европеоиды             |
| Карельская (круг КЯГК)                                               | 3000—1000 годы до н. э.   | На территории современной Карелии                                                                                                  |                        |
| Колоколовидных кубков                                                | 2800—1900 годы до н. э.   | Западная и Центральная Европа |                        |
| Ладьевидных топоров (круг КШК)                                       | 2500—1500 годы до н. э.   | В Швеции, Норвегии, Финляндии и Эстонии                                                                                            |                        |
| Киукайс                                                              | 2400—1500 годы до н. э.   | Южная и западная часть Финляндии                                                                                                   |                        |

### Бронзовый век(3500 — 950 до н. э.)
| Культура                                      | Время                     | Место распространения | Носители                                                                |
| --------------------------------------------- | ------------------------- | --- | ----------------------------------------------------------------------- |
| Майкопская                                    | 3500 — 3000 годы до н. э. | Северный Кавказ |                                                                         |
| Долины Инда                                   | 3300—1300 годы до н. э.   | Бассейн рек Инд и Ганг                                                                                                   |                                                                         |
| Эгейская (устаревший термин: крито-микенская) | 3000 — 1100 годы до н. э. | Побережье и острова Эгейского моря, Крит, Кипр, Греция                                                                   | Условная совокупность догреческих «пеласгских» и раннегреческих культур |
| Среднеднепровская                             | 2800—1800 годы до н. э.   | Северная Украина, Белоруссия                                                                                             |                                                                         |
| Катакомбная                                   | 2700 — 2200 годы до н. э. | Территория между нижними течениями Волги и Днестра                                                                       | Индоиранцы (?)                                                          |
| Среднеднепровская (круг КШК)                  | 2500 — 1750 годы до н. э. | В Среднем и Верхнем Поднепровье                                                                                          | Европеоиды                                                              |
| Дольменная культура                           | 2300 — 1300 годы до н. э. | Западный Кавказ, Абхазия                                                                                                 |                                                                         |
| Злота (круг КШК)                              | 2200 — 1700 годы до н. э. | В лёссовых областях Польши (район большой излучины реки Висла)                                                           |                                                                         |
| Срубная                                       | 2000 — 1500 годы до н. э. | От реки Урал до Днепра, между Окой и Чёрным морем                                                                        | Индоиранцы                                                              |
| Андроновская                                  | 2000 — 1400 годы до н. э. | Территория между верховьем Енисея, Сырдарьёй и Южным Уралом                                                              | Индоиранцы                                                              |
| Фатьяновская (круг КШК)                       | 2000 — 1000 годы до н. э. | От Прибалтики до Волго-Камья с центром в Волго-Окском междуречье                                                         | «Западные» индоевропейцы                                                |
| Унетицкая                                     | 1700 — 1400 годы до н. э. | В Центральной Европе (Нижняя Австрия, Моравия, Чехия, Тюрингия, Саксония, южная часть Бранденбурга, юго-западная Польша) |                                                                         |
| Курганная                                     | 1600 — 1200 годы до н. э. | Южная часть Центральной Европы                                                                                           |                                                                         |
| Приказанская                                  | 1600 — 900 годы до н. э.  | в Приказанском Поволжье и районах Нижнего Прикамья, позднее — в бассейне рек Кама, Белая, Вятка, Ветлуга                 | Европеоиды                                                              |
| Террамары                                     | 1500 — 1200 годы до н. э. | Северная Италия |                                                                         |
| Абашевская                                    | 1500 — 1000 годы до н. э. | Воронежская область, Марий ЭЛ, Чувашия и Башкирия                                                                        | Индоиранцы (?)                                                          |
| Ходжалы-кедабекская                           | 1300 — 700 годы до н. э.  | Закавказье | Индоиранцы                                                              |
| Лужицкая                                      | 1300 — 400 годы до н. э.  | От побережья Балтийского моря до Дуная и Словацких гор и от реки Шпре до Волыни                                          | Славяне                                                                 |
| Полей погребальных урн                        | 1200 — 800 годы до н. э.  | Южная часть Центральной Европы                                                                                           |                                                                         |
| Белогрудовская                                | 1100 — 900 годы до н. э.  | В лесостепной части Правобережной Украины                                                                                | Фракийцы                                                                |
| Бондарихинская                                | 1100 — 750 годы до н. э.  | На лесостепном левобережье Днепра                                                                                        | Скифы                                                                   |
| Кобанская                                     | 1100 — 400 годы до н. э.  | Северный Кавказ |                                                                         |
| Морбю (Асва)                                  | 800 — 500 годы до н. э.   | Побережье Эстонии и юга Финляндии                                                                                        |                                                                         |
| Чернолесская                                  | 950—750 годы до н. э.     | Между Днестром и Днепром в бассейне реки Ворскла                                                                         | Европеоиды                                                              |
| Быргындинская культура                        |                           | Западное Прикамье |                                                                         |

### Железный век(1100 год до н. э. — 600 год н. э.)
| Культура                                           | Время                             | Место распространения                                                                                                | Носители                                     |
| -------------------------------------------------- | --------------------------------- | --- | -------------------------------------------- |
| Меотская                                           | 1100 год до н. э. — 300 год н. э. | Северо-Западный Кавказ                                                                                               | Меоты                                        |
| Вилланова                                          | 900—700 годы до н. э.             | Западная часть Северной Италии                                                                                       |                                              |
| Гальштатская                                       | 900—400 годы до н. э.             | Восточная Франция, юг Германии, Швейцария, Австрия, Чехия, запад Венгрии, Югославия                                  | Кельты (?), иллирийцы (?)                    |
| Ананьинская                                        | 800—300 годы до н. э.             | В бассейне рек Кама, отчасти средняя Волга, Вятка и Белая                                                            | Пра-финно-пермяне                            |
| Скифская                                           | 700—300 годы до н. э.             | Степи причерноморья                                                                                                  | Иранцы                                       |
| Городецкая                                         | 700 год до н. э. — 500 год н. э.  | в среднем и нижнем течении Оки, в бассейне рек Мокши и Цны, и Среднего Поволжья                                      | Европеоиды                                   |
| Польцевская                                        | 700 год до н. э. — 400 год н. э.  | Приамурье, Приморье, северо-восточная часть Маньчжурии                                                               | Тунгусо-маньчжурские народы (или народ илоу) |
| Саргатская                                         | 700 год до н. э. — 500 год н. э.  | Западносибирская лесостепь                                                                                           |                                              |
| Юхновская                                          | 600 год до н. э. — 100 год н. э.  | В бассейне рек Десна и верхняя Ока                                                                                   | Европеоиды                                   |
| Ясторфская                                         | 600 год до н. э. — 100 год н. э.  | Германия, Дания |                                              |
| Усть-Полуйская                                     | 500—100 годы до н. э.             | В Нижнем Приобье (к северу от устья Иртыша)                                                                          | Угры                                         |
| Латенская                                          | 500 год до н. э. — 100 год н. э.  | На территории современной Франции, Швейцарии, Чехословакии, Югославии, Австрии, Северной Италии, Британских островах | Кельты                                       |
| Дьяковская                                         | 500 год до н. э. — 500 год н. э.  | В Верхнем Поволжье и в областях Волго-Окского междуречья                                                             | Европеоиды (волжские финны (?))              |
| Сарматская                                         | 400 год до н. э. — 400 год н. э.  | Степи между Дунаем и Тоболом                                                                                         | Иранцы                                       |
| Мазунинская                                        | 300 год до н. э. — 300 год н. э.  | В Удмуртии, в междуречье рек Уфа и Белая и на правобережье среднего течения Камы                                     | Финно-угры, Протоудмурты                     |
| Пьяноборская                                       | 200 год до н. э. — 500 год н. э.  | На Нижнем Прикамье                                                                                                   | Пермско-Камские Финны                        |
| Пшеворская (венедская, ямных погребений; круг ППК) | 120 год до н. э. — 420 год н. э.  | На территории Польши и смежных с ней областей Украины                                                                | Славяне/Венеды                               |
| Зарубинецкая                                       | 100 год до н. э. — 100 год н. э.  | На территории Среднего и отчасти Верхнего Приднепровья                                                               | Славяне                                      |
| Каменных могильников с оградками                   | 100 год до н. э. — 500 год н. э.  | Эстония, север Латвии                                                                                                |                                              |
| Цебельдинская                                      | 1—700 годы н. э.                  | На территории Цебельда (Абхазия)                                                                                     | Абхазы                                       |
| Черняховская (круг ППК)                            | 200—400 годы н. э.                | От Нижнего Подунавья на западе и до левобережья Днепра на востоке, Румыния                                           | Славяне                                      |
| Азелинская                                         | 300—500 годы н. э.                | В Волго-Вятском междуречье                                                                                           | Угры/праудмурты                              |
| Бахмутинская                                       | 300—700 годы н. э.                | В междуречье рек Уфа и Белая и на правобережье среднего течения Камы                                                 | Финно-угры, Протоудмурты, Протобашкиры       |
| Пражская                                           | 400—700 годы н. э.                | Восток Центральной Европы, южная часть Белоруссии, запад Украины, Молдавия, Румыния                                  | Славяне                                      |
| Мощинская                                          | 400—700 годы н. э.                | На территории Калужской, Орловской и Тульской областей                                                               | Европеоиды                                   |
| Именьковская                                       | 400—700 годы н. э.                | В среднем Поволжье (Самарская область, Татария, Ульяновская область)                                                 | Славяне, Хиониты, Поздние Аланы              |
| Еманаевская                                        | 420—900 год н. э.                 | В бассейне нижней и средней Вятки                                                                                    | Праудмурты                                   |
| Кушнаренковская                                    | 550—700 годы н. э.                | на Южном Урале (Башкирия, Татария, Оренбургская область, Челябинская область)                                        | Угры, Древние венгры, Протобашкиры           |
| Турбаслинская                                      | 550—850 годы н. э.                | В среднем течении реки Белой (Республика Башкирия)                                                                   | Хиониты, Поздние Аланы, Авары                |
| Караякуповская                                     | 600—900 годы н. э.                | На Южном Урале | Угры, Древние венгры, Протобашкиры           |